# Jacques De Lentdecker
Jacques De Lentdecker is advocaat-generaal bij het Belgische Hof van Beroep te Brussel. 
In 1997 was hij kabinetschef van de minister van justitie en in 2004 was hij woordvoerder van het parket-generaal. Hij was ook een tijd procureur-generaal van het Hof van Beroep te Brussel. 
Jacques de Lentdecker is de zoon van Louis De Lentdecker